# Poquet

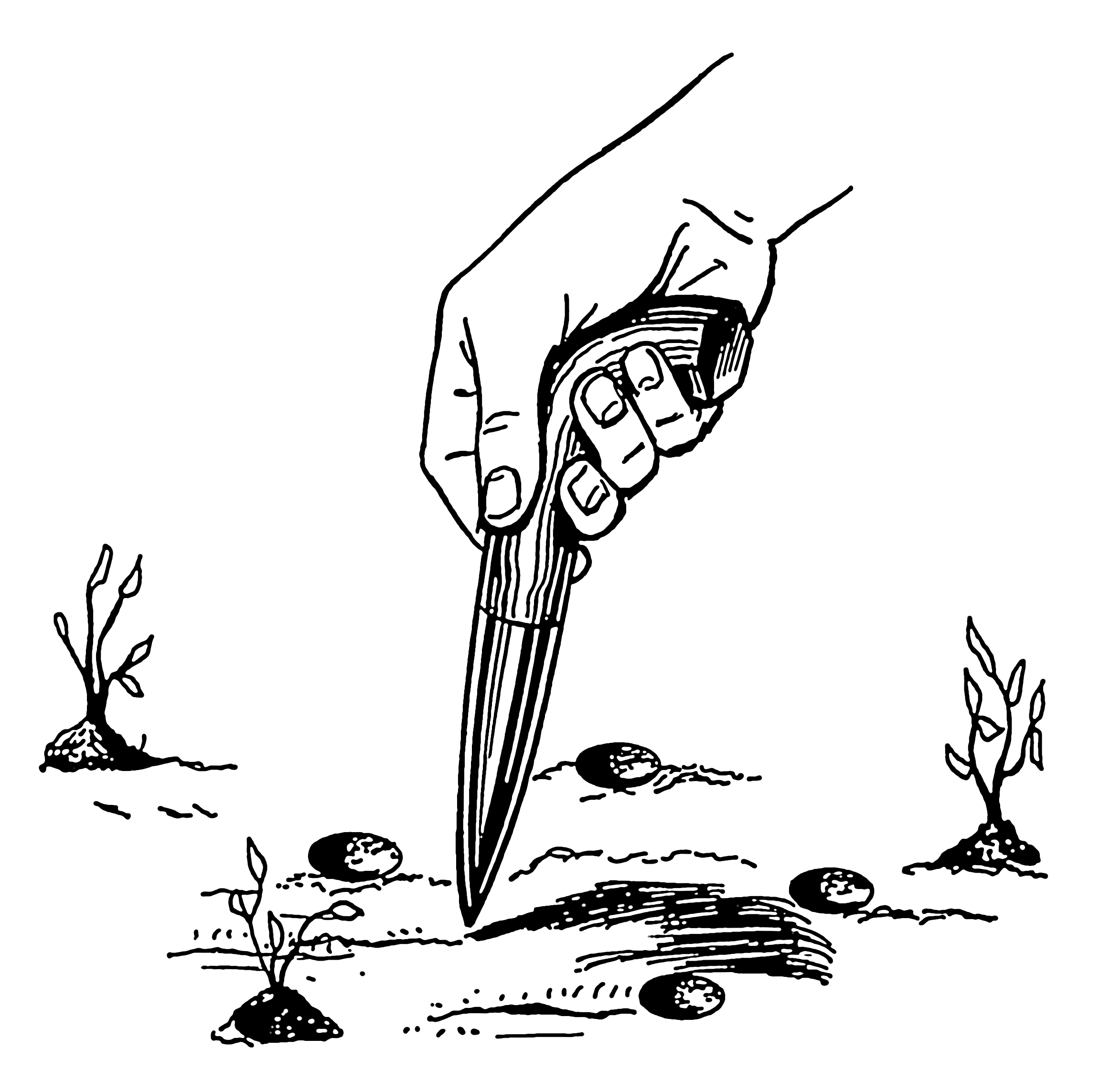
Plantoir utilisé pour le semis en poquet

Le poquet est le trou utilisé lors du semis pour y placer plusieurs graines . Par analogie, le semis en poquet est la technique qui en dérive. Le jardinier forme des trous à intervalles réguliers, dans lesquels il place entre deux et cinq graines. En cela la pratique diffère du semis en ligne ou à la volée. Elle est adaptée au semis de grosses graines pour les plantes foisonnantes comme les haricots, capucines, pois de senteur, courges, maïs, alors que les semis en ligne et à la volée sont surtout utilisés avec les semences fines,.

## Étymologie
Le mot vient de poquer ou de poque, forme picarde qui désigne « poche ».

## Semis en poquet
La technique consiste à semer de grosses graines en petits groupes. Le semis en poquet est une des variantes du semis en place (en terre), avec le semis en ligne et le semis à la volée.   
Ces pratiques simples s'utilisent pour des végétaux qui ne tolèrent pas le repiquage (légumes ou fleurs). Le jardinier choisit de semer davantage de graines, quitte à éclaircir ensuite, car la levée peut être aléatoire ou parce que certains plants grandissent mieux lorsqu'ils sont regroupés.  
Le semis en ligne et à la volée sont privilégiés pour les semences fines ou dans les zones venteuses requérant un palissage. Ces derniers semis sont plus productifs que le semis en poquet.  

### Technique
Le semis en poquet se fait habituellement au cordeau pour semer en rang droit. Les trous (poquets) ont une profondeur de 20 et 50 mm (jusqu'à une dix centimètres selon d'autres sources). De l'eau est versée en abondance avant de déposer les graines. Ensuite, les deux à cinq graines sont déposées sur la terre mouillée. La quantité dépend des espèces. Les graines sont alors recouvertes d'un peu de terre fine (une partie de celle quI a été retirée seulement). Elles seront enterrées sous deux fois leur épaisseur.
Pour l'espacement entre les poquets, celui-ci dépend de la hauteur de la plante à maturité. Généralement la distance entre les poquets est la moitié du diamètre de la plante adulte, à savoir un espace de 30 cm est respecté entre les poquets de haricots ou de fèves, 40 à 50 cm pour les fleurs grimpantes, 80 cm pour les cucurbitacées.
Après semis et couverture avec de la terre, l'ensemble est tassé mais sans arroser. Certains déconseillent l'arrosage jusqu'à la levée, car la terre a déjà été abondamment mouillée avant le semis des graines.
Lorsque les plantules se développent, deux sont conservées par poquets - les plus vigoureuses - afin qu'elles grandissent correctement par la suite. Toutefois, pour les haricots verts et de façon générale les légumineuses, il est préférable de toutes les conserver.

## Plantes semées en poquet
Plusieurs types de légumes et de fleurs à grosses graines sont adaptés à cette méthode : 
- Certaines légumineuses dites à grosses graines,
- La plupart des cucurbitacées,
- De nombreuses fleurs annuelles grimpantes,
- Autres

### Légumineuses
Les haricots, les petits pois, les pois chiche ou les lentilles se sèment en poquets de 4 ou 5 graines. Les graines de fèves, plus grosses, sont semées par 2 ou 3 graines.
Lors de la germination, les plantules cassent mieux la croûte à la surface du sol. Ensuite, il ne faut pas éclaircir et bien laisser tous les plants en place. Ils résistent ainsi mieux au vent, les tiges font office de tuteurs entre elles.
Par contre la récolte est plus fastidieuse qu'avec le semis en ligne.[réf. nécessaire]

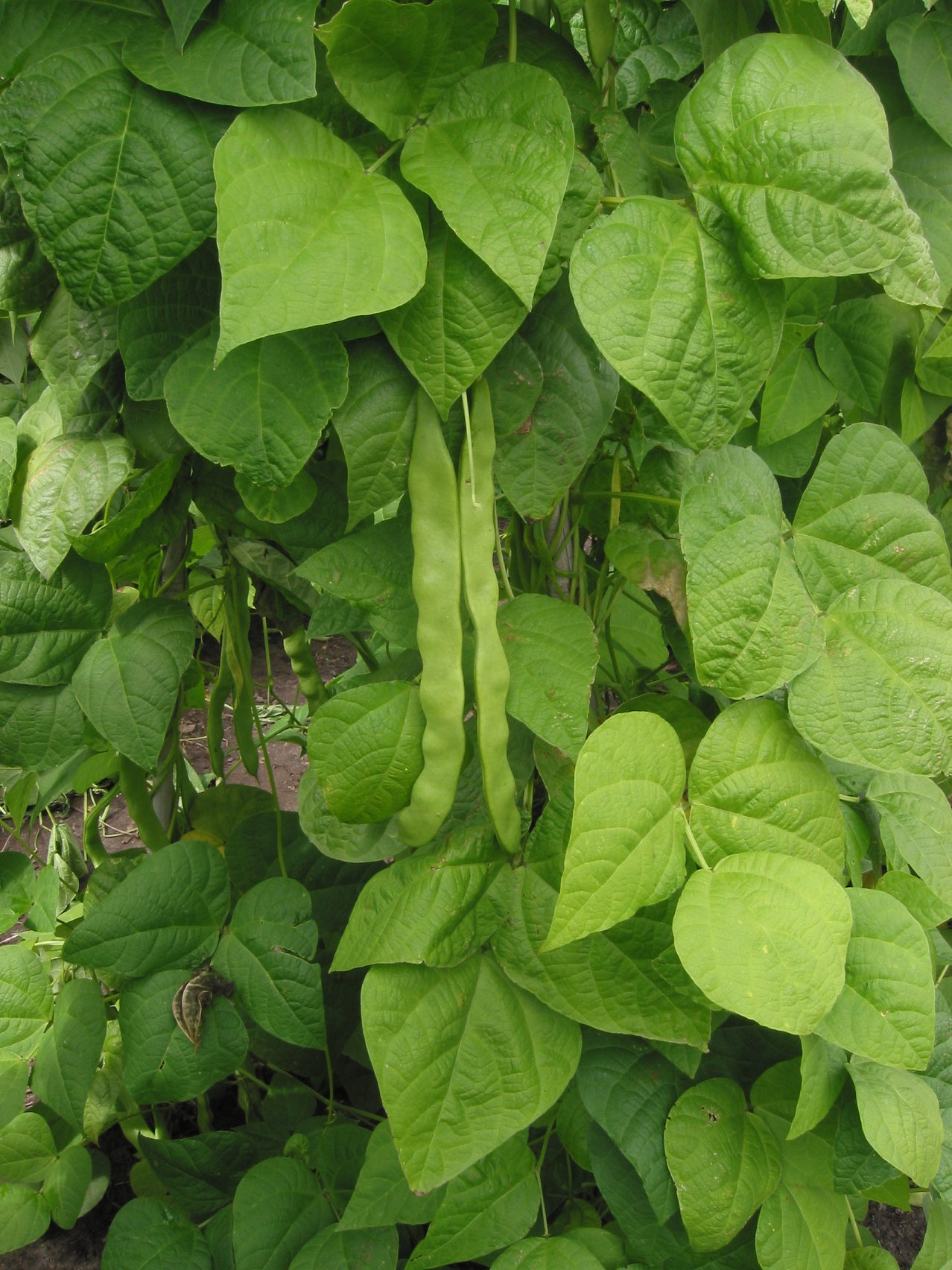
Haricots
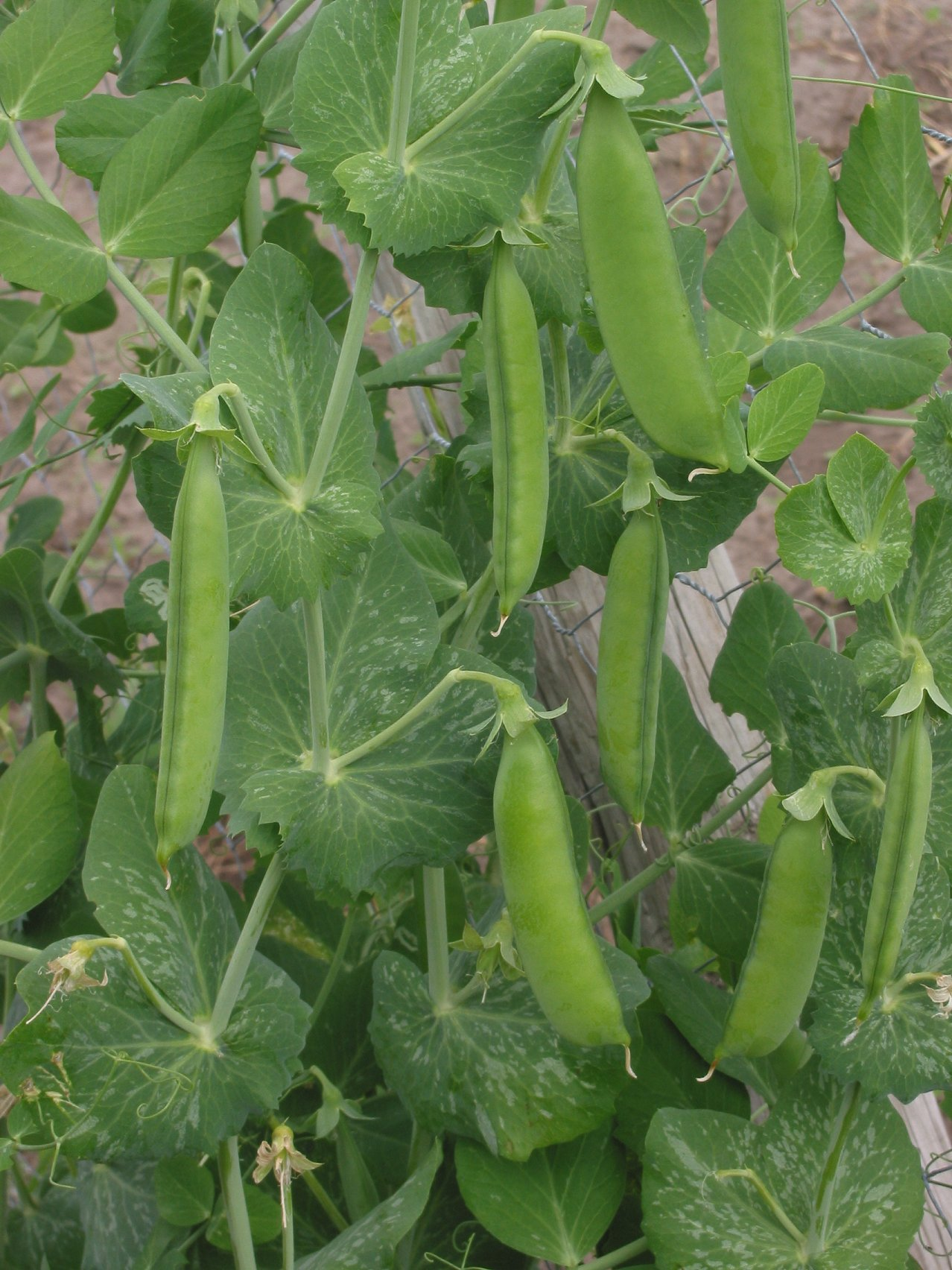
Petits pois
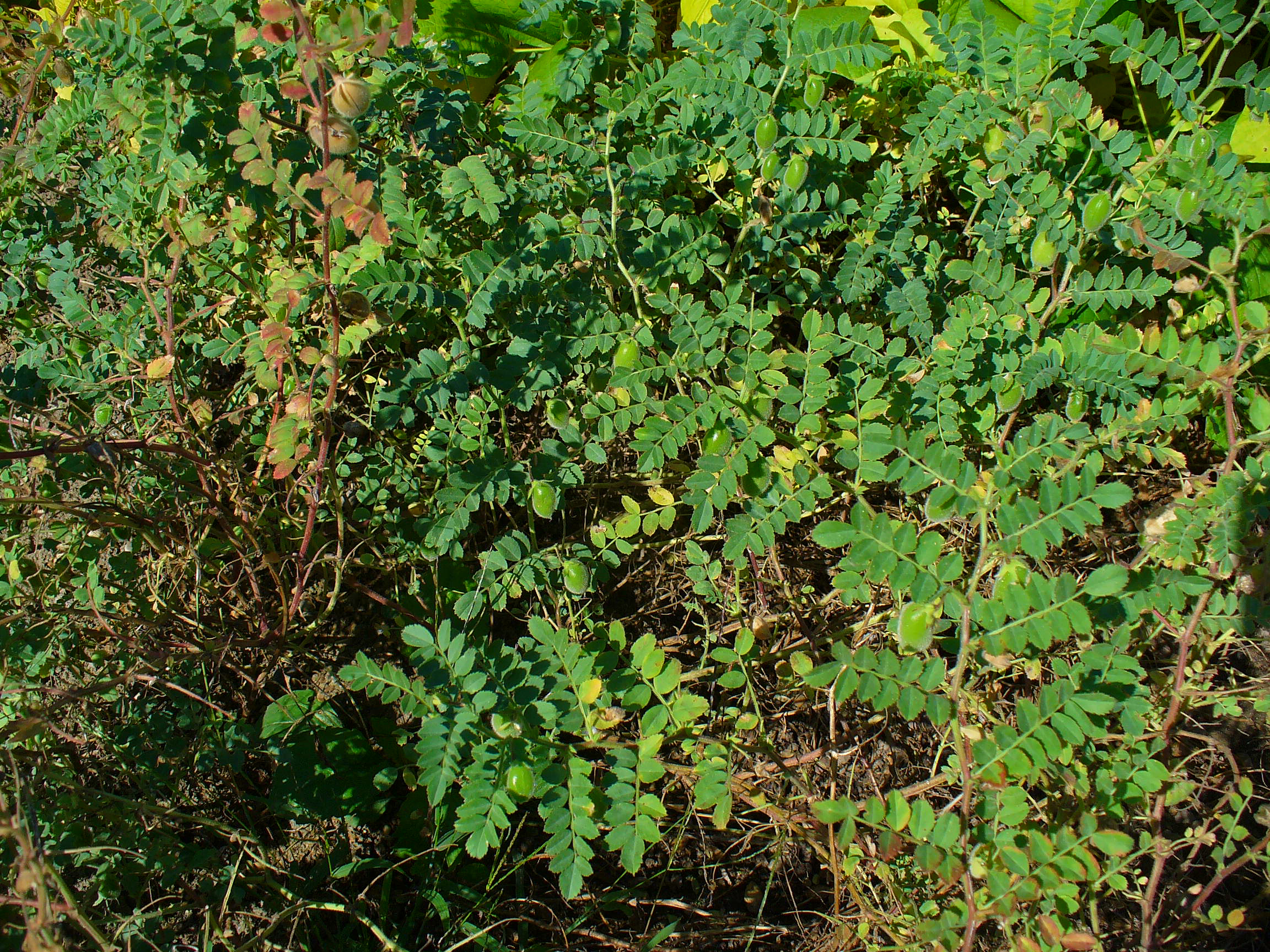
Pois chiche
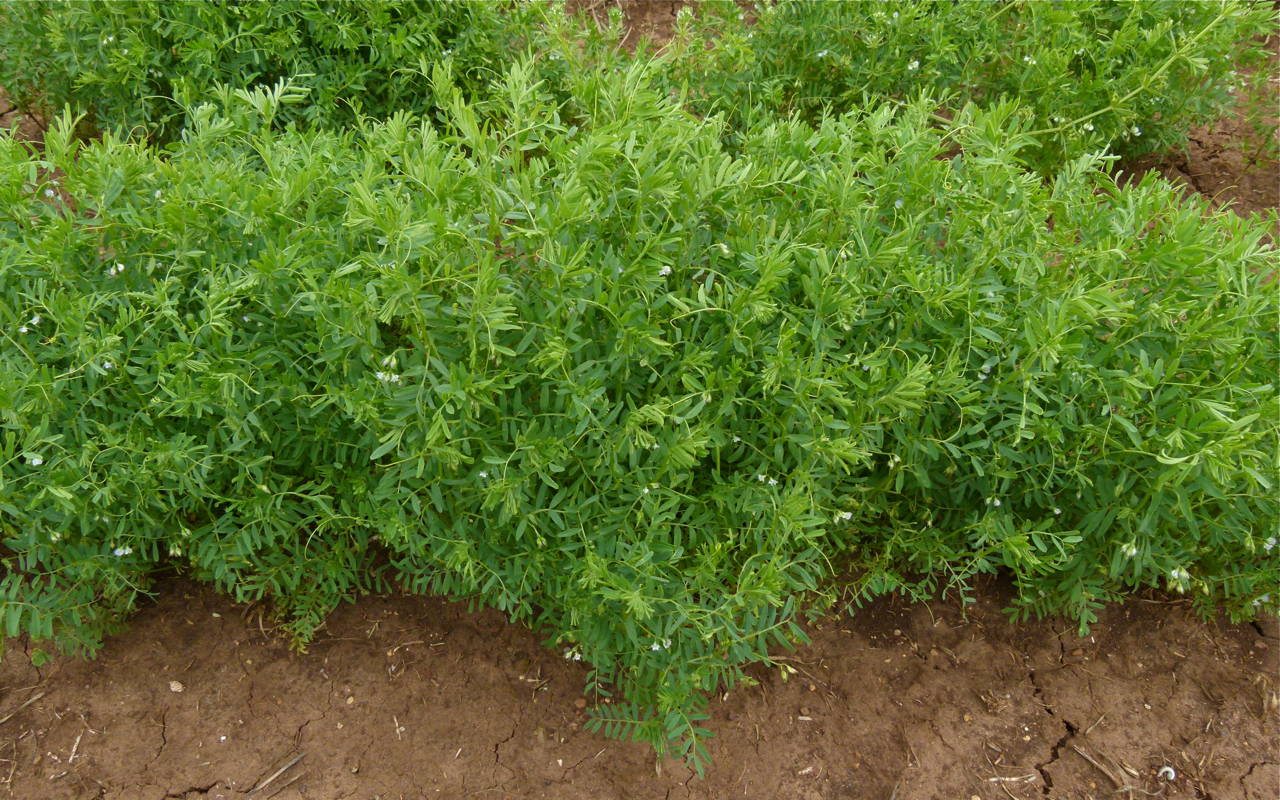
Lentilles
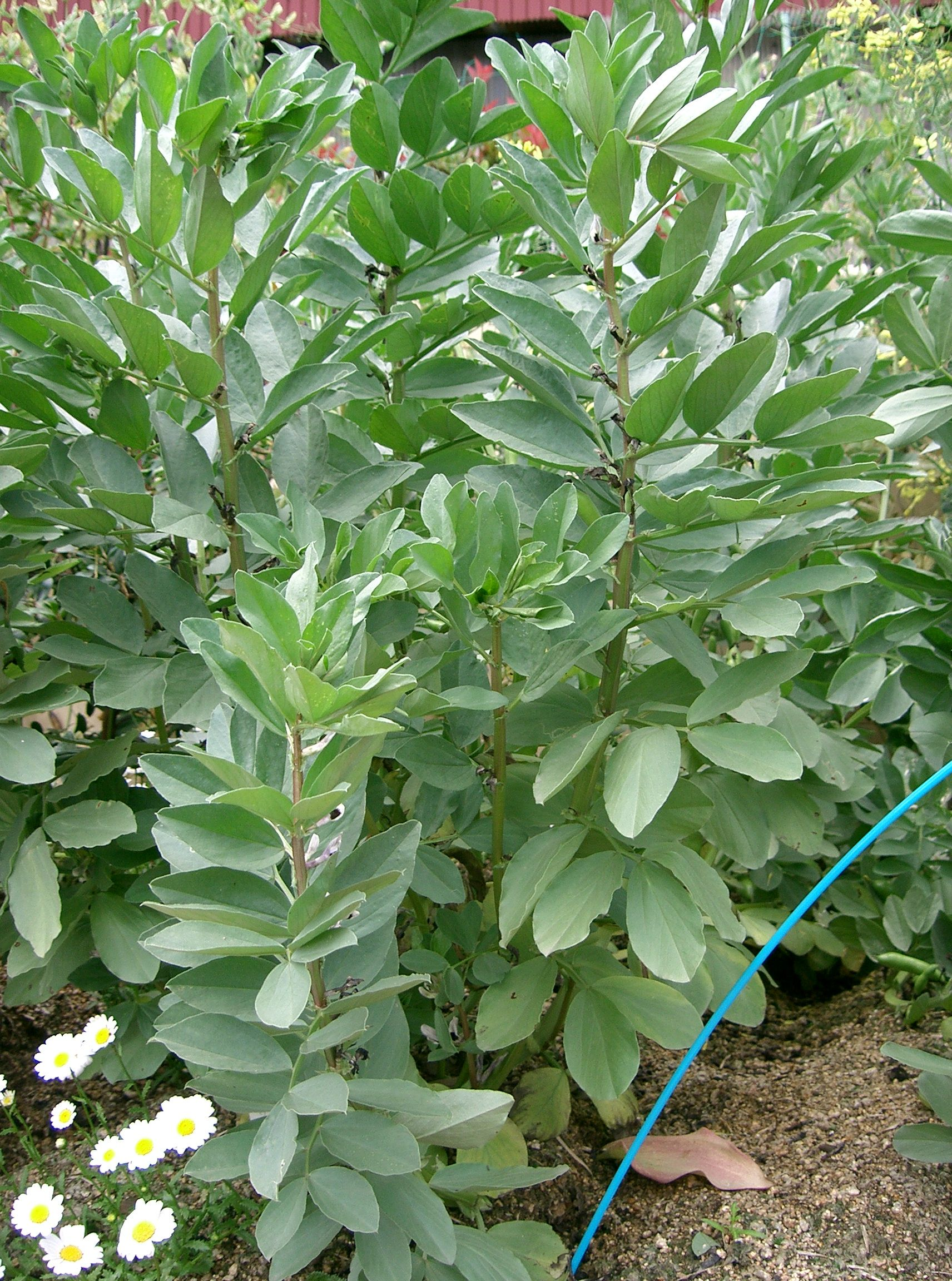
Fèves

### Cucurbitacées
C'est une famille de légumes à fort développement qui comprend les courges, courgettes, melons, concombres ...
On les sème par poquets de trois à quatre graines et finalement, on ne garde que le meilleur plant. De cette façon il est presque sûr qu'au moins une graine va germer et on peut choisir le plant le plus vigoureux.

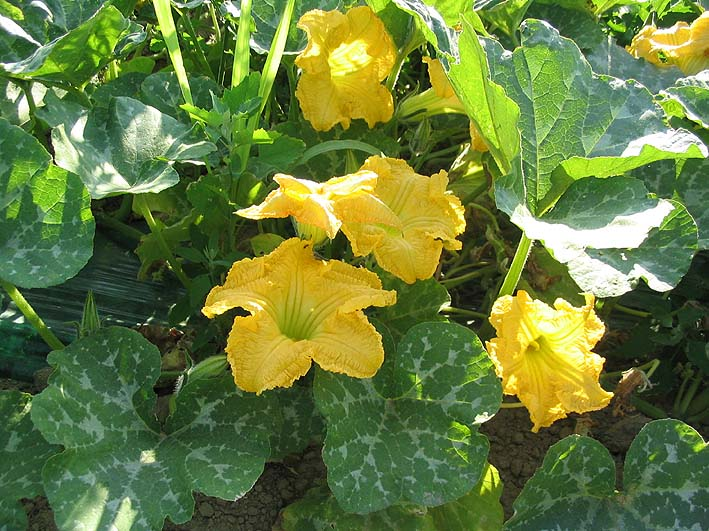
Courge
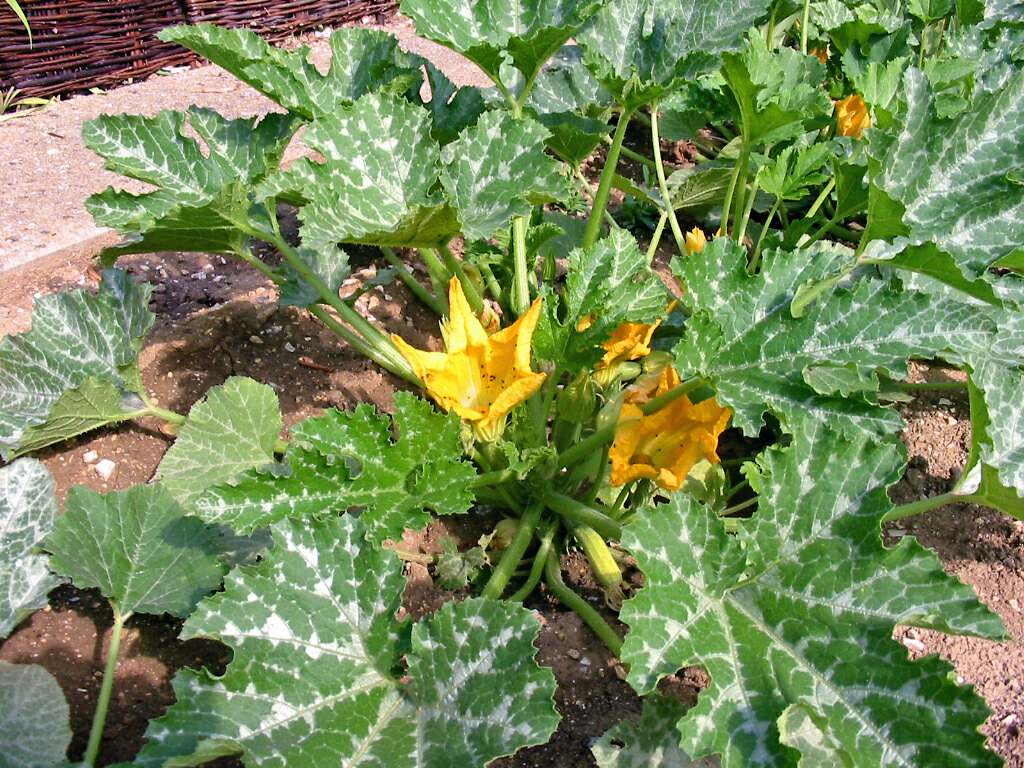
Courgette
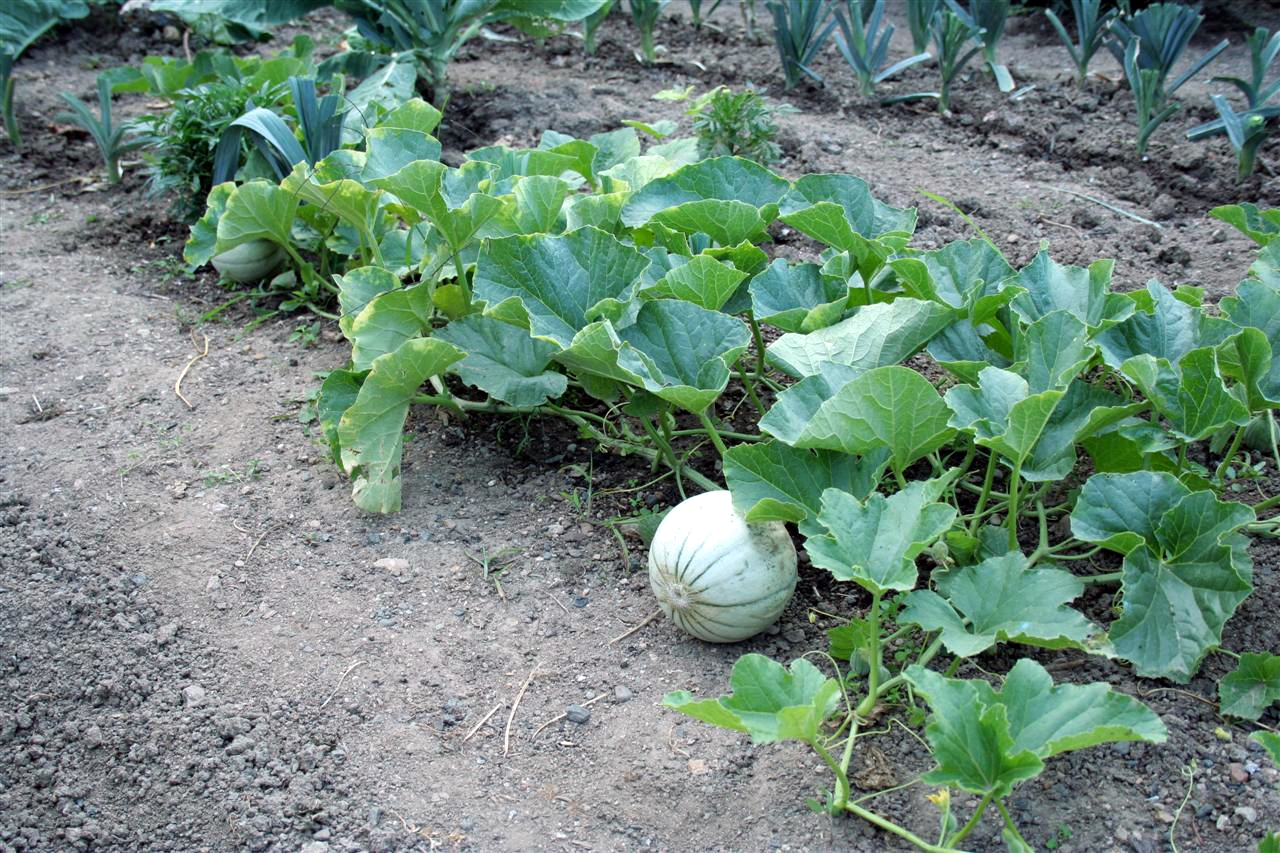
Melon
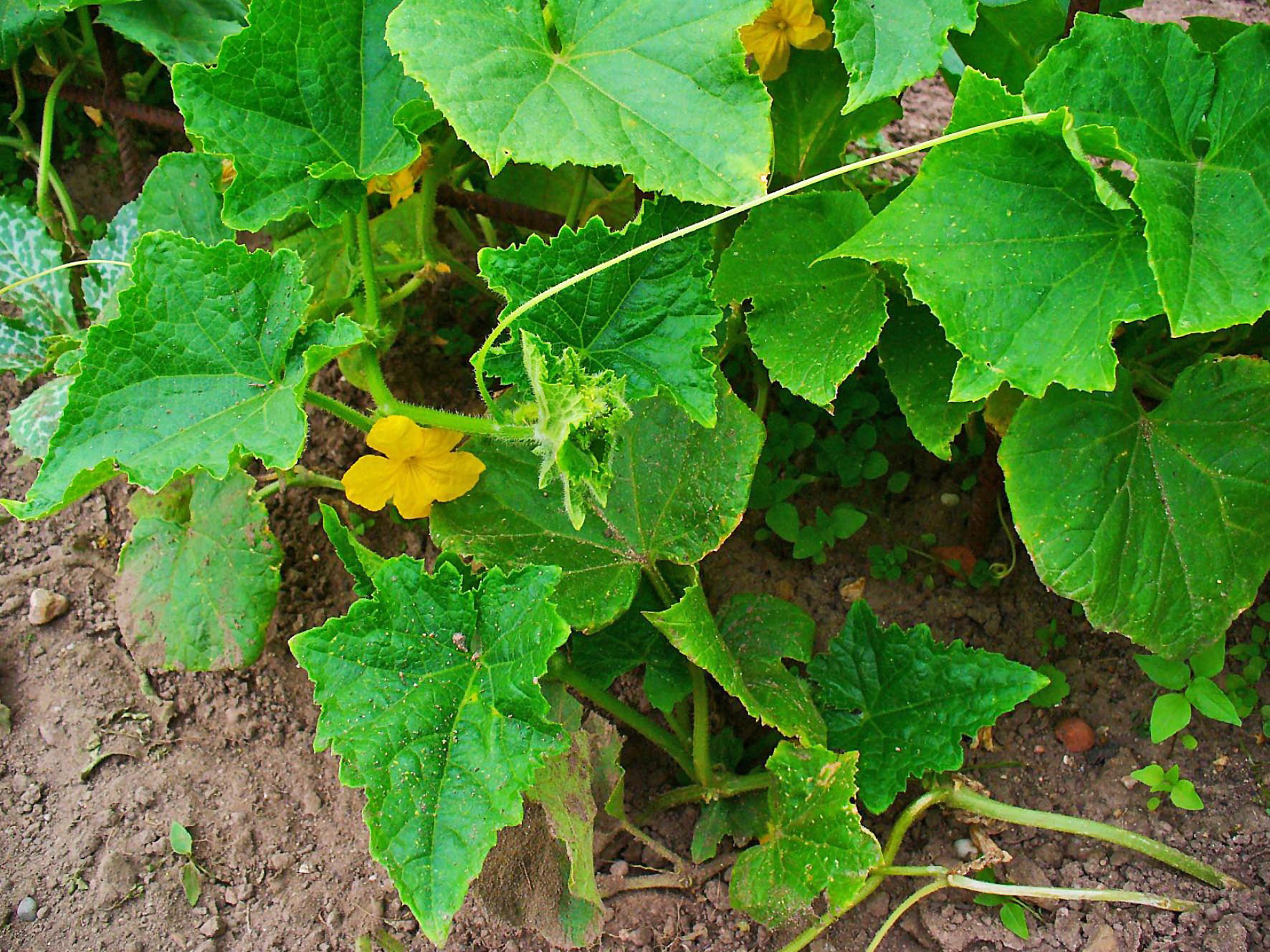
Concombre

### Fleurs annuelles grimpantes
Des grimpantes annuelles à grosses graines comme la capucine, le haricot d'Espagne ou le pois de senteur se sèment par poquets de 4 ou 5 graines. On sélectionne là aussi les plus beaux plants.

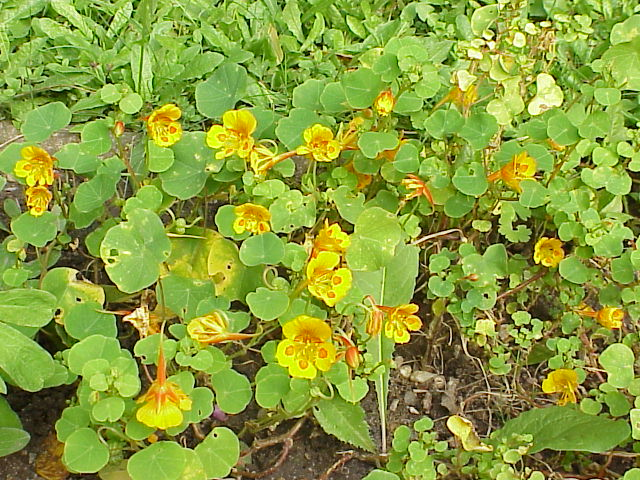
Capucine
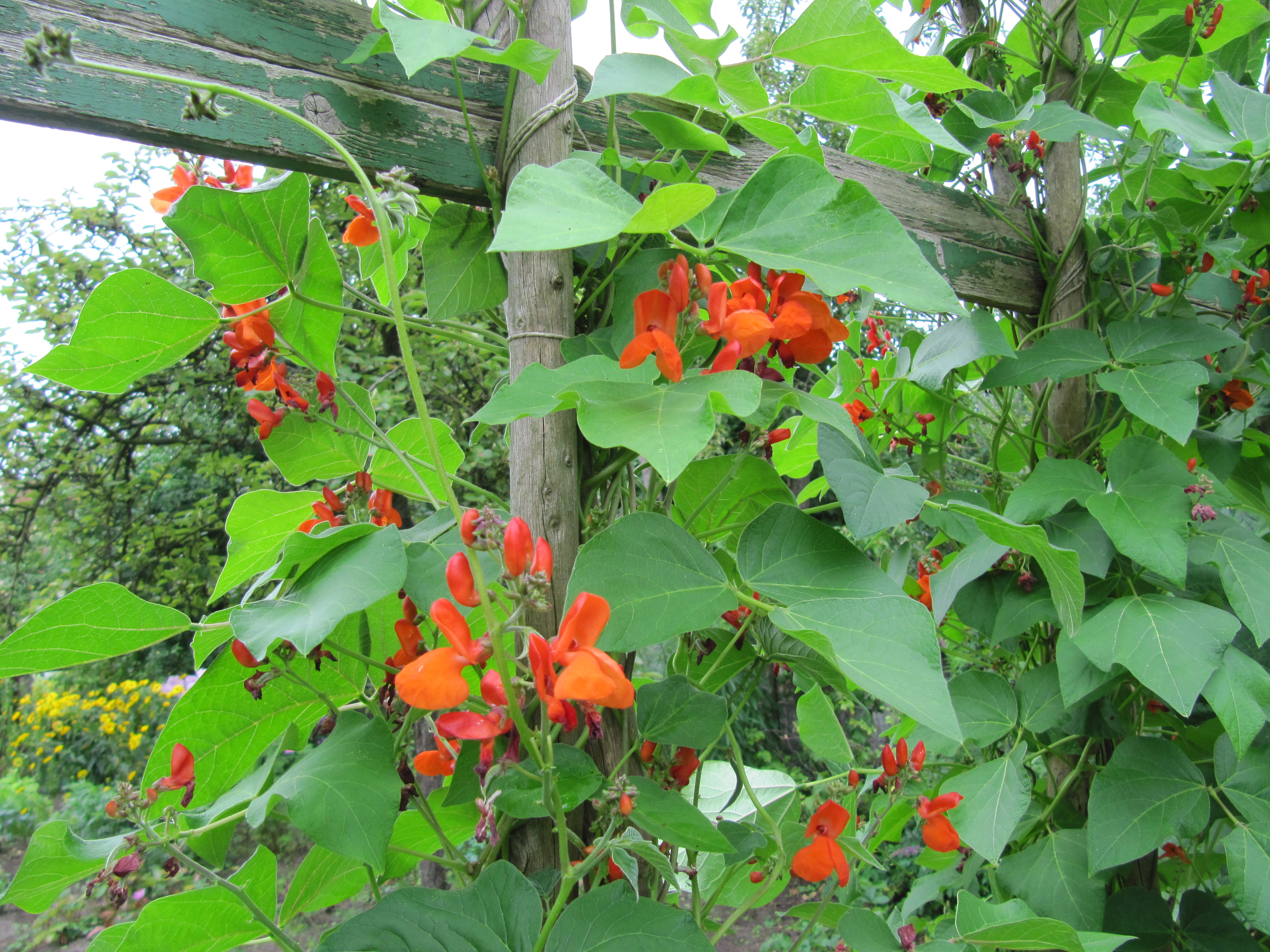
Haricot d'Espagne
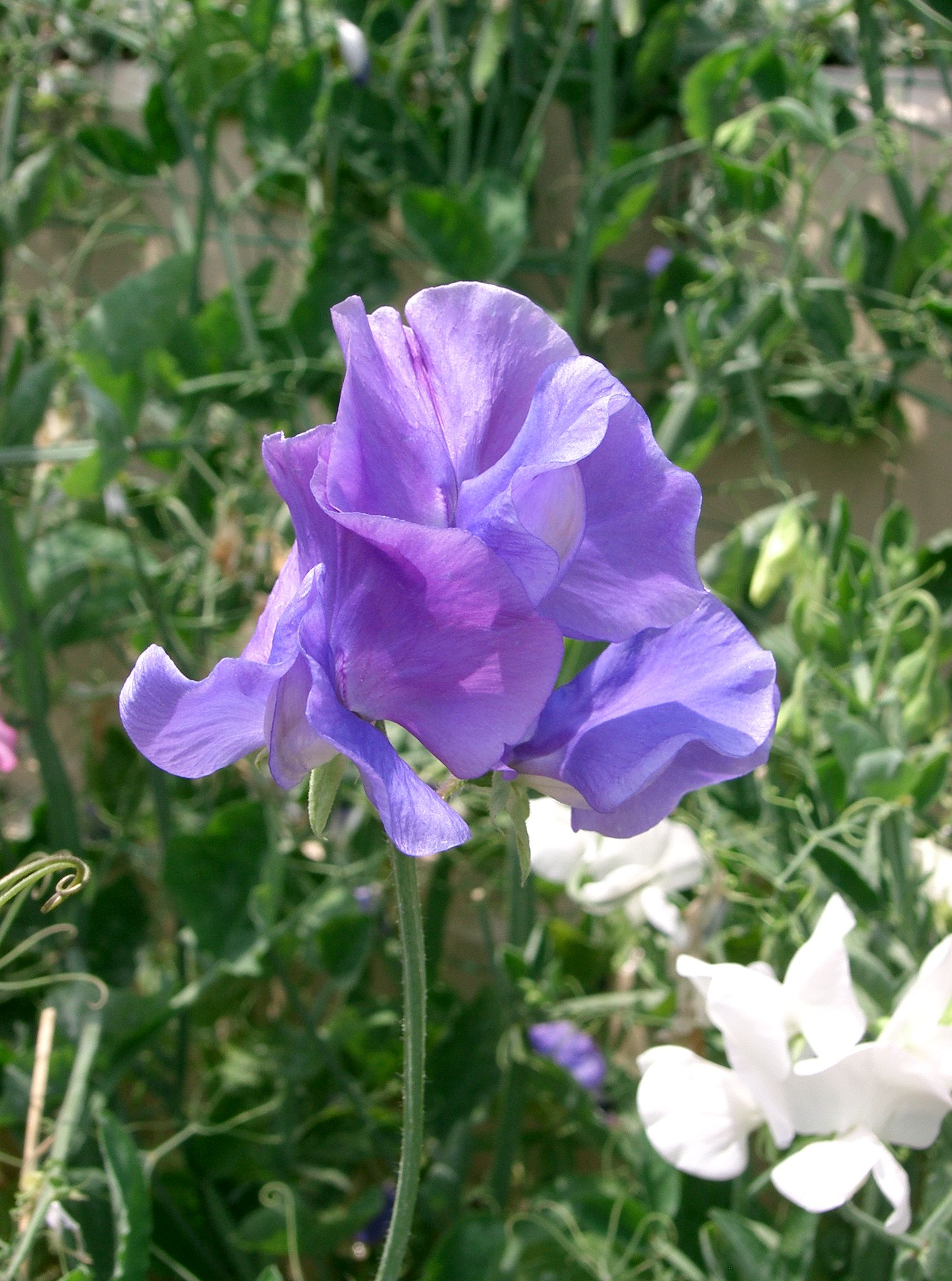
Pois de senteur

### Tubercules
La plantation des tubercules de crosne ou de morceaux de pommes de terre peut être assimilée à un semis en poquet.

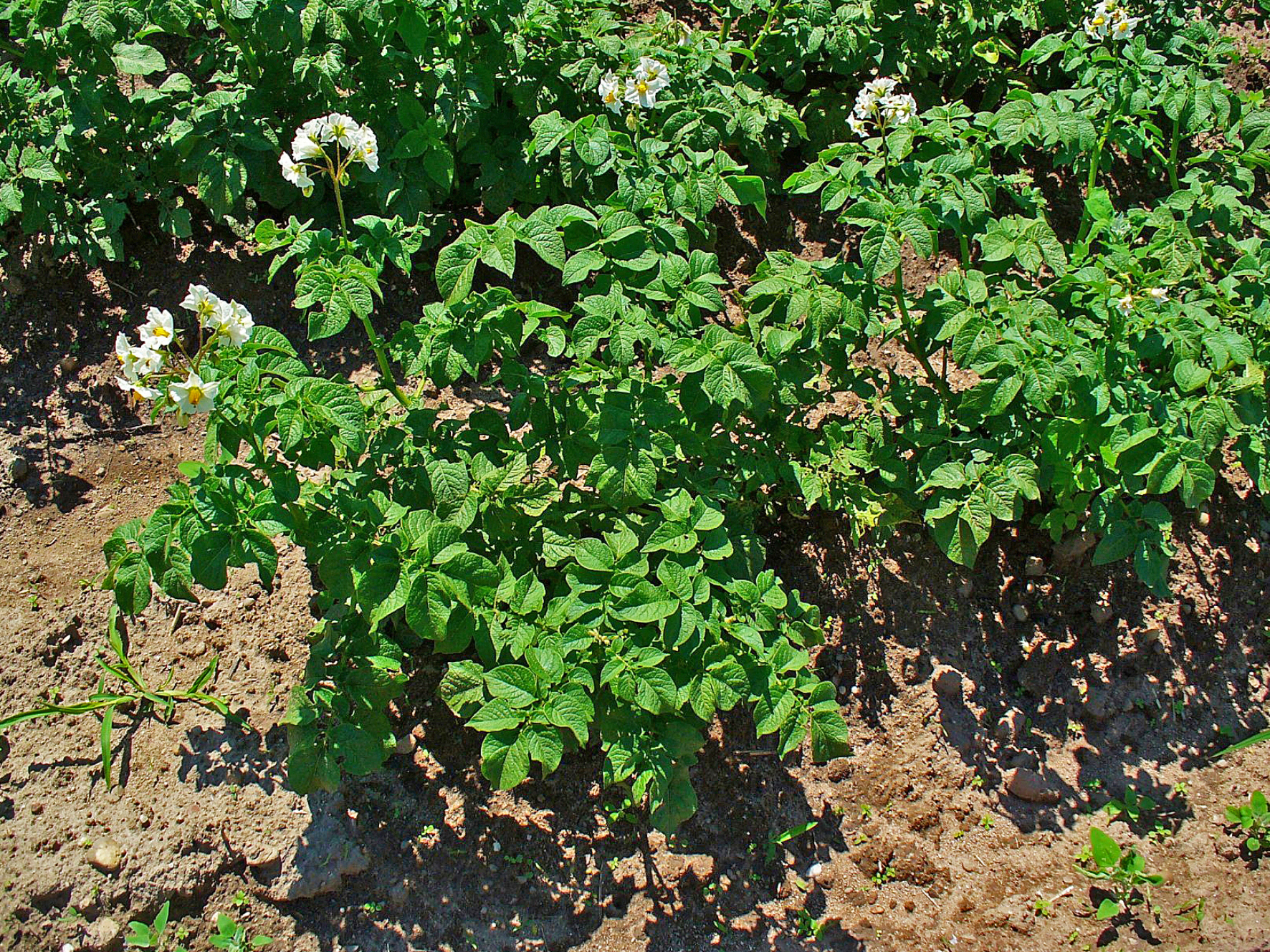
Pomme de terre

### Autres
De nombreuses autres espèces, comme le maïs, peuvent être semées en poquet. 

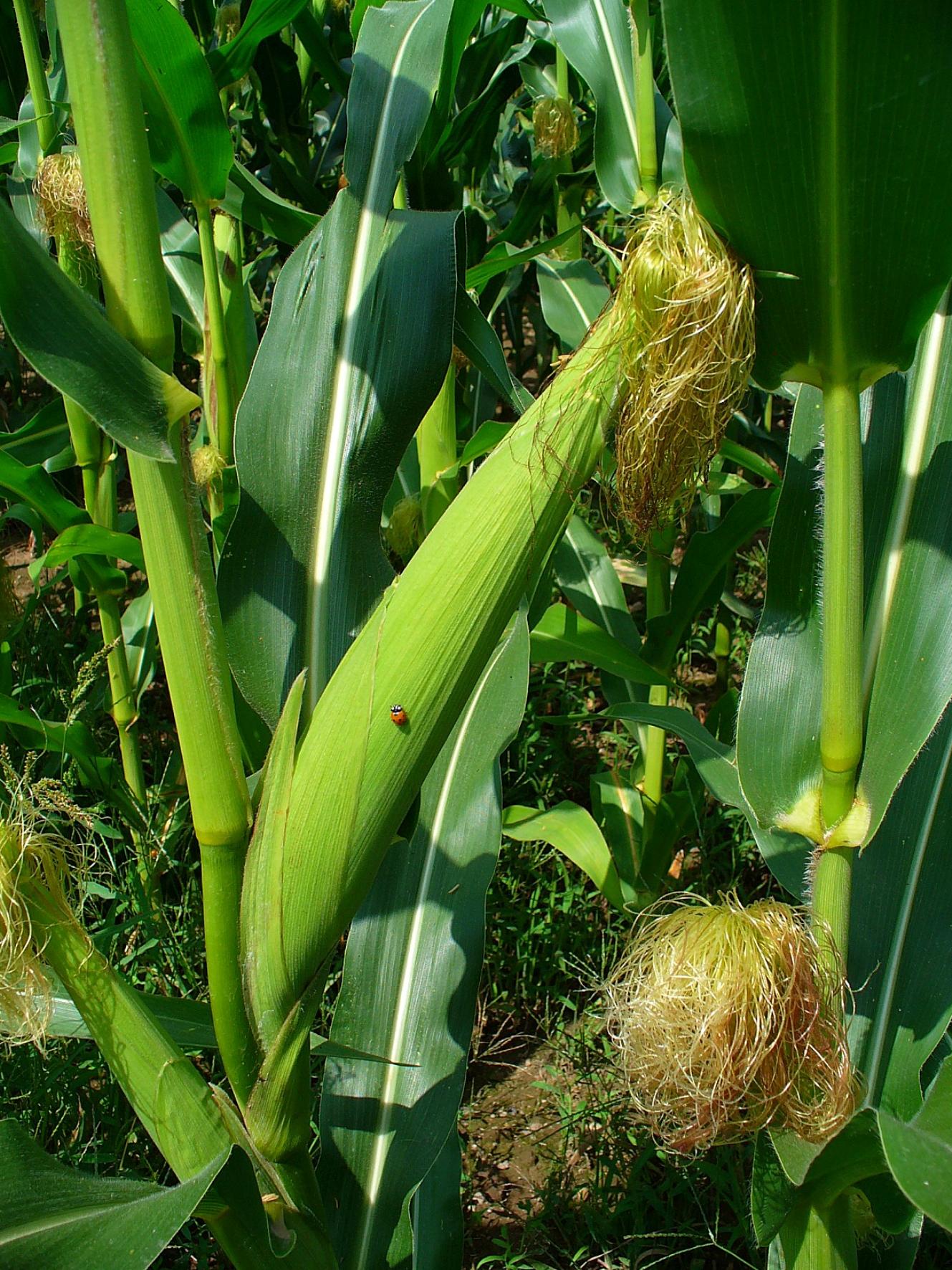
Maïs

## Inconvénients
Les semis en poquets présentent des difficultés de démariage, du fait que les graines se touchent. Elles émettent des plants qui s'enchevêtrent.